# Carmem de Oliveira
Pour les articles homonymes, voir Oliveira.
Carmem Sousa de Oliveira Furtado  (née le 17 août 1965 à Sobradinho (District fédéral), est une athlète brésilienne.

## Palmarès
| Date | Compétition                    | Lieu         | Résultat | Épreuve  | Temps          |
| ---- | ------------------------------ | ------------ | -------- | -------- | -------------- |
| 1985 | Championnats d'Amérique du Sud | Santiago     | 2e       | 3 000 m  | 9 min 30 s 37  |
| 1985 | Championnats d'Amérique du Sud | Santiago     | 2e       | 10 000 m | 34 min 47 s 02 |
| 1987 | Jeux panaméricains             | Indianapolis | 5e       | 3 000 m  | 9 min 22 s 62  |
| 1987 | Jeux panaméricains             | Indianapolis | 5e       | 10 000 m | 34 min 24 s 63 |
| 1989 | Championnats d'Amérique du Sud | Medellín     | 1re      | 3 000 m  | 9 min 22 s 58  |
| 1989 | Championnats d'Amérique du Sud | Medellín     | 1re      | 10 000 m | 35 min 08 s 5  |
| 1991 | Championnats d'Amérique du Sud | Manaus       | 1re      | 3 000 m  | 9 min 17 s 50  |
| 1991 | Championnats d'Amérique du Sud | Manaus       | 1re      | 10 000 m | 33 min 27 s 85 |
| 1992 | Championnats ibéro-américains  | Séville      | 1re      | 3 000 m  | 9 min 20 s 83  |
| 1992 | Championnats ibéro-américains  | Séville      | 1re      | 10 000 m | 33 min 21 s 00 |
| 1993 | Championnats d'Amérique du Sud | Lima         | 1re      | 10 000 m | 33 min 49 s 80 |
| 1993 | Championnats du monde          | Stuttgart    | 11e      | 10 000 m | 31 min 47 s 76 |
| 1995 | Championnats d'Amérique du Sud | Manaus       | 1re      | 10 000 m | 33 min 55 s 84 |